# Tadao Takahashi
Tadao Takahashi (c. 1950-Campinas, São Paulo; 6 de abril de 2022) fue un informático e investigador brasileño al que se le atribuyen contribuciones para la planificación, el despliegue y la adopción de Internet en Brasil y otros países latinoamericanos. Fue uno de los directores fundadores de la Red Nacional de Investigación (RNP) de Brasil, una red académica que coordinó las acciones para la creación de la red troncal de internet del país. Fue incluido en el Salón de la Fama de Internet en 2017.

## Biografía
Fue el fundador y el primer director de la Red Nacional de Investigación (RNP), una red académica brasileña que en los primeros días de internet se coordinó con otras redes académicas nacionales para formar lo que se convertiría en la espina dorsal de la internet global y la base de la internet brasileña. En la RNP, promovió un enfoque inclusivo y ascendente de la gestión de la red que fue uno de los primeros modelos de gobernanza global de internet antes del modelo desarrollado por la Corporación de Internet para la Asignación de Nombres y Números (ICANN). Estuvo asociado a esta organización desde 1989 hasta 1996.
También fue el fundador y presidente del Programa Nacional para la Sociedad de la Información (SOCINFO), una iniciativa brasileña para ampliar la penetración de internet en sectores clave, como la sanidad, la educación y los servicios gubernamentales. También impulsó iniciativas políticas clave en materia de tecnologías de la información y la comunicación de organismos multilaterales como las Naciones Unidas, el Foro Económico Mundial y la Comisión Europea, con el fin de promover la adopción de Internet en Brasil como factor de desarrollo social y económico. En su contribución para facilitar el acceso a Internet en algunas de las regiones más remotas de América Latina, se le conoce por haber negociado incluso con capos del narcotráfico para pedirles permiso para instalar equipos que permitieran el acceso a Internet en zonas controladas por ellos. Fue miembro del Comité Directivo de Internet de Brasil entre 1995 y 1996, y posteriormente de 1999 a 2002. También fue miembro del comité asesor de miembros de la ICANN en 1999.
Fue incluido en el Salón de la Fama de Internet como conector global en 2017. Era licenciado en informática, comunicación social e informática por la Universidad Estatal de Campinas, la Pontificia Universidad Católica de Campinas y el Instituto Tecnológico de Tokio en Japón, respectivamente.
Falleció el 6 de abril de 2022 de un ataque al corazón en Campinas, en el sureste de Brasil.